# 영남외국어대학
영남외국어대학(嶺南外國語大學, Youngnam Foreign Language College)은 경상북도 경산시에 위치한 대한민국의 전문대학이다.

## 연혁
1995년 1월 25일, 경북여자외국어전문대학이 박재욱의 학교법인 경북학원에 의하여 설립되었다. 같은 해 3월 26일 개교하였다. 1996년 10월 15일, 혼성교육기관으로 개편하며 경북외국어전문대학으로 교명을 변경하였다. 1998년 5월 1일, 경북외국어테크노대학으로 교명을 변경한다. 2006년 5월 8일, 영남외국어대학으로 교명을 변경하여 현재에 이른다.
한편, 대한민국 교육과학기술부는 영남외국어대학에 2010년 학자금대출제한대학으로 지정한 이후, 2011년과 2012년, 2013년, 2014년에 정부재정지원제한대학으로 지정한 바 있다. 2015년과 2016년 실시된 대학구조개혁평가에서 E등급을 받은 이력이 있으며, 2017년 재평가 결과 E등급으로 인한 재정지원 제한 조치가 계속되었다. 2018년 실시된 대학기본역량진단 결과 재정지원제한대학 유형으로 선정되며 정부 재정 지원 제한이 2024년까지 이어질 예정이다.

## 교육편제
영남외국어대학은 인문사회, 공학, 자연과학 등 자체적으로 3개 계열을 설정하고 하위로 8개 학과를 두어 전문학사 학위 과정을 교수하고 있다.

## 사건과 비판

### 설립자의 회계 부정과 대학 폐교 위기
대한민국의 전 국회의원인 박재욱이 학교법인 경북학원과 영남외국어대학 등을 설립하며 재산 출연이 원활하게 이루어지지 않자 사금융으로 이를 충당하게 되었다. 이와 더불어 설립자가 동일한 타 학교법인의 대구외국어대학교의 설립 당시 영남외국어대학의 교비를 횡령하여 사용한 것으로 알려져 구속되었다. 법인과 설립자의 회계 부정에 따라 학교가 존폐 위기에 놓였지만 2008년, 학교법인 동구교육재단의 이사장 장영아가 학교법인 경북학원을 인수하기로 결정하며 학교가 정상화되었다. 이 즈음부터 장영아가 총장직을 수행하고, 그의 남편인 김종화가 학교법인 경북학원의 이사장직을 역임했다.
그러나 대한민국 교육과학기술부 등은 2010년부터 영남외국어대학을 학자금대출제한대학으로 지정한 이후, 경영 부실 대학으로 보고 있다. 무리한 총장 월급 인상과, 친족의 교직원 채용 비리 등이 주요 문제로 지적되고 있다. 영남외국어대학은 2011년부터 2014년까지 대한민국 교육부로부터 정부재정지원제한대학으로 매해 지정되었으며, 대학구조개혁평가와 대학기본역량진단 결과 꾸준히 최하위 등급을 유지하며 정부재정지원제한과 신·편입생에 대한 한국장학재단 지원이 금지되고 있으며, 이 조치는 2024년까지 유지될 예정이다.